# Chaetodon triangulum
Espèce
Statut de conservation UICN

 LC  : Préoccupation mineure
Chaetodon triangulum est une espèce de poissons de la famille des Chaetodontidae.